# Zawieszenie dzwonu Zygmunta
Zawieszenie dzwonu Zygmunta (właśc. Zawieszenie dzwonu Zygmunta na wieży katedry w Krakowie w 1521 roku) – obraz Jana Matejki olej na płótnie, o rozmiarach 94 x 189 cm z 1874 roku. Obecnie znajduje się w zbiorach Muzeum Narodowego w Warszawie, (numer identyfikacyjny MP 441 MNW). Sygnatura – Jan Matejko i rok ukończenia 1874 znajdują się na sercu dzwonu.

## Opis obrazu
Obraz przedstawia scenę wciągnięcia w 1521 roku na wieżę katedry wawelskiej w Krakowie i poświęcenia dzwonu Zygmunt.
U stóp Bramy Wiślnej, na tle zamku wawelskiego, pod baldachimem zasiadła rodzina królewska – królowa Bona Sforza (obejmuje córkę Izabelę Jagiellonkę), stojący obok niej król Zygmunt I Stary, który lewą ręką ma złożoną na sercu, a prawą trzyma na główce królewicza Zygmunta Augusta. Wokół nich dworzanie. Poza baldachimem stoi biskup Jan Chojeński, który czeka na moment poświęcenia dzwonu, obok niego stoi biskup poznański Jan Lubrański. Matejko wszystkie postacie przedstawił w bogatych pełnych przepychu strojach.
Po lewej, wśród tłumu postaci został ukazany wojewoda krakowski Piotr Kmita (w zielonej szacie).
Na pierwszym planie po stronie prawej robotnicy wyciągają dzwon z formy umieszczonej w ziemi za pomocą grubych lin. Pracami kieruje mistrz Hans Behem (ręce ma uniesione w górę). U stóp rusztowania stoi architekt Bartolommeo Berrecci, który przygląda się postępowi prac, a stojący obok lutnista Valentin Bakfark czeka na pierwszy ton dzwonu. Według legendy w czasie wlewania metalu do formy zerwał on struny swej lutni i wrzucił do wrzątku, aby dźwięk dzwonu był jak najpiękniejszy.
Pomiędzy grupą robotników a świtą siedzi na schodach Stańczyk naśladujący ruchy ludwisarzy.
Sam dzwon oddany jest z typowo matejkowską dbałością o wierność detali. Widzimy fragment ornamentalnej dekoracji, wizerunki świętych Stanisława i Zygmunta oraz herby Polski i Litwy, a także łacińską inskrypcję, w tłumaczeniu na polski oznajmiającą: Bogu najlepszemu, największemu i Dziewicy Bogarodzicy, świętym patronom swoim, znakomity Zygmunt król Polski ten dzwon godny wielkości umysłu i czynów swoich kazał wykonać w roku zbawienia 1520.
Kolorystyka obrazu jest pozbawiona fioletów, przeważają tony złociste, które podkreślają dostatek i dworski przepych epoki.
Podobnie jak w wielu innych kompozycjach, także tu Matejko poddał własnej interpretacji udokumentowane historycznie fakty, przedstawił osoby, które nie brały udziału w tej ceremonii. W ten sposób Matejko pragnął podkreślić potęgę i bogactwo polskiej kultury w okresie renesansu.
Do obrazu Matejce pozowała rodzina. Twarz królowej Bony jest twarzą jego żony, Teodory Matejko, królewskie dzieci to Jerzy i Helena, dzieci malarza. Rysy pozostałej dwójki dzieci można odnaleźć wśród dwórek i paziów. Wśród drugoplanowych postaci jest twarz jego teściowej i siostrzeńca. Nawet jeden z psów to dog Matejków.

## Dzieje obrazu
Obraz w rok po ukończeniu został zakupiony przez hrabinę z Lenkiewiczów Walewską i do I wojny światowej pozostawał w zbiorach prywatnych. W okresie międzywojennym został zdeponowany w Towarzystwie Zachęty Sztuk Pięknych. W 1940 roku, już w trakcie II wojny światowej, razem z resztą zbiorów TZSP znalazł się w gmachu Muzeum Narodowego w Warszawie. Stąd wywieźli go naziści. Do muzeum Narodowego wrócił rewindykowany tuż po zakończeniu wojny.